# UCIワールドツアー2018
UCIワールドツアー2018（UCI World Tour 2018）は、UCIワールドツアーの2018年におけるシリーズ。昨年財政難から開催されなかったツアー・オブ・カタールはこの年も開催が見送られ、全37戦となる。

## 参加チーム
- AG2R・ラ・モンディアル (ALM)  フランス
- アスタナ (AST)  カザフスタン
- バーレーン・メリダ (TBM)  バーレーン
- BMC・レーシングチーム (BMC)  アメリカ合衆国
- ボーラ＝ハンスグローエ (BOH)  ドイツ
- FDJ (FDJ)  フランス
- ロット・ソウダル (LTS)  ベルギー
- ミッチェルトン・スコット (MTS)  オーストラリア
- モビスター・チーム (MOV)  スペイン
- クイックステップ・フロアーズ (QST)  ベルギー
- チーム・ディメンションデータ (DDD)  南アフリカ共和国
- チームEFエデュケーションファースト・ドラパック・p/bキャノンデール (EFD)  アメリカ合衆国
- チーム・カチューシャ・アルペシン (TKA)  スイス
- チーム・ロットNL・ユンボ (TLJ)  オランダ
- チームスカイ (SKY)  イギリス
- チーム・サンウェブ (SUN)  ドイツ
- トレック・セガフレード (TFS)  アメリカ合衆国
- UAE チーム・エミレーツ (UAD)  アラブ首長国連邦

## 日程
| 日程             | レース名                                             | 優勝者                     | 国籍             | 所属チーム                   |
| ---------------- | ---------------------------------------------------- | -------------------------- | ---------------- | ---------------------------- |
| 1月16日〜21日    | ツアー・ダウンアンダー                               | ダリル・インピー           | 南アフリカ共和国 | ミッチェルトン・スコット     |
| 1月28日          | カデル・エヴァンス・グレートオーシャン・ロードレース | ジェイ・マッカーシー       | オーストラリア   | ボーラ＝ハンスグローエ       |
| 2月24日          | オムロープ・ヘット・ニウスブラット                   | ミカエル・ヴァルグレン     | デンマーク       | アスタナ・プロチーム         |
| 2月21日〜25日    | アブダビ・ツアー                                     | アレハンドロ・バルベルデ   | スペイン         | モビスター・チーム           |
| 3月3日           | ストラーデ・ビアンケ                                 | ティシュ・ベノート         | ベルギー         | ロット・ソウダル             |
| 3月4日〜11日     | パリ〜ニース                                         | マルク・ソレル             | スペイン         | モビスター・チーム           |
| 3月7日〜13日     | ティレーノ〜アドリアティコ                           | ミハウ・クフャトコフスキ   | ポーランド       | チーム・スカイ               |
| 3月17日          | ミラノ〜サンレモ                                     | ヴィンチェンツォ・ニバリ   | イタリア         | バーレーン・メリダ           |
| 3月23日          | E3・ハレルベーク                                     | ニキ・テルプストラ         | オランダ         | クイックステップ・フロアーズ |
| 3月19日〜25日    | カタルーニャ一周                                     | アレハンドロ・バルベルデ   | スペイン         | モビスター・チーム           |
| 3月25日          | ヘント〜ウェヴェルヘム                               | ペーター・サガン           | スロバキア       | ボーラ＝ハンスグローエ       |
| 3月28日          | ドワルス・ドール・フラーンデレン                     | イヴ・ランパールト         | ベルギー         | クイックステップ・フロアーズ |
| 4月1日           | ロンド・ファン・フラーンデレン                       | ニキ・テルプストラ         | オランダ         | クイックステップ・フロアーズ |
| 4月2日〜7日      | バスク一周                                           | プリモシュ・ログリッチ     | スロベニア       | チーム・ロットNL・ユンボ     |
| 4月8日           | パリ〜ルーベ                                         | ペーター・サガン           | スロバキア       | ボーラ＝ハンスグローエ       |
| 4月15日          | アムステルゴールドレース                             | ミカエル・ヴァルグレン     | デンマーク       | アスタナ・プロチーム         |
| 4月18日          | フレッシュ・ワロンヌ                                 | ジュリアン・アラフィリップ | フランス         | クイックステップ・フロアーズ |
| 4月22日          | リエージュ〜バストーニュ〜リエージュ                 | ボブ・ユンゲルス           | ルクセンブルク   | クイックステップ・フロアーズ |
| 4月24日〜29日    | ツール・ド・ロマンディ                               | プリモシュ・ログリッチ     | スロベニア       | チーム・ロットNL・ユンボ     |
| 5月1日           | エシュボルン＝フランクフルト                         | アレクサンダー・クリストフ | ノルウェー       | UAE チーム・エミレーツ       |
| 5月13日〜19日    | ツアー・オブ・カリフォルニア                         | エガン・ベルナル           | コロンビア       | チーム・スカイ               |
| 5月5日〜27日     | ジロ・デ・イタリア                                   | クリス・フルーム           | イギリス         | チーム・スカイ               |
| 6月3日〜10日     | クリテリウム・デュ・ドフィネ                         | ゲラント・トーマス         | イギリス         | チーム・スカイ               |
| 6月9日〜17日     | ツール・ド・スイス                                   | リッチー・ポート           | オーストラリア   | BMCレーシングチーム          |
| 7月7日〜29日     | ツール・ド・フランス                                 | ゲラント・トーマス         | イギリス         | チーム・スカイ               |
| 7月29日          | ロンドン＝サリー・クラシック                         | パスカル・アッカーマン     | ドイツ           | ボーラ＝ハンスグローエ       |
| 8月4日〜8月10日  | ツール・ド・ポローニュ                               | ミハウ・クフャトコフスキ   | ポーランド       | チーム・スカイ               |
| 8月4日           | クラシカ・サンセバスティアン                         | ジュリアン・アラフィリップ | フランス         | クイックステップ・フロアーズ |
| 8月13日〜19日    | ビンクバンク・ツアー                                 | マテイ・モホリッチ         | スロベニア       | バーレーン・メリダ           |
| 8月19日          | ユーロアイズ・サイクラシックス                       | エリア・ヴィヴィアーニ     | イタリア         | クイックステップ・フロアーズ |
| 8月25日〜9月16日 | ブエルタ・ア・エスパーニャ                           | サイモン・イェーツ         | イギリス         | ミッチェルトン・スコット     |
| 8月26日          | ブルターニュ・クラシック                             | オリヴァー・ナーセン       | ベルギー         | AG2R・ラ・モンディアル       |
| 9月7日           | グランプリ・シクリスト・ド・ケベック                 | マイケル・マシューズ       | オーストラリア   | チーム・サンウェブ           |
| 9月9日           | グランプリ・シクリスト・ド・モンレアル               | マイケル・マシューズ       | オーストラリア   | チーム・サンウェブ           |
| 10月13日         | ジロ・ディ・ロンバルディア                           | ティボー・ピノ             | フランス         | グルパマ・FDJ                |
| 10月9日〜14日    | ツアー・オブ・ターキー                               | エドゥアルド・プラデス     | スペイン         | Euskadi–Murias               |
| 10月16日〜21日   | ツアー・オブ・広西                                   | ジャンニ・モスコン         | イタリア         | チーム・スカイ               |

## 最終成績

### 個人
| 順位 | 選手名                                 | チーム                   | 獲得ポイント |
| ---- | -------------------------------------- | ------------------------ | ------------ |
| 1    | サイモン・イェーツ (GBR)               | ミッチェルトン・スコット | 3072         |
| 2    | ペーター・サガン (SVK)                 | ボーラ・ハンスグローエ   | 2992         |
| 3    | アレハンドロ・バルベルデ (ESP)         | モビスター・チーム       | 2609         |
| 4    | ゲラント・トーマス (GBR)               | チーム・スカイ           | 2534.25      |
| 5    | フレフ・ファン・アーヴェルマート (BEL) | BMCレーシングチーム      | 2442.14      |